# Alan McCormack (wielrenner)
Alan McCormack (Carrick-on-Suir, 6 februari 1956) is een voormalig Iers wielrenner.

## Carrière
McCormack nam eenmaal deel aan een grote Ronde, dit was in 1978. In de Ronde van Spanje van dat jaar eindigde hij als 55e in het eindklassement. In de jaren 1985 tot en met 1988 won hij vijf etappes in de Coors Classic. Dit waren tevens zijn enige professionele overwinningen.

## Overwinningen
1985
12e etappe Coors Classic
1986
1e etappe Coors Classic
1987
3e etappe Coors Classic
1988
7e en 10e (deel B) etappe Coors Classic

## Resultaten in voornaamste wedstrijden
| Jaar | Ronde van Italië | Ronde van Frankrijk | Ronde van Spanje |
| ---- | ---------------- | ------------------- | ---------------- |
| 1978 |                  |                     | 55e              |

Wielerploegen van Alan McCormack
Allan ·
Bellet ·
Bracke ·
Dalgal ·
Debosscher ·
Draux ·
Jiménez ·
Libouton ·
McCormack (tot 15/06) ·
Scheers ·
Schroyens ·
Swerts · 
Van De Vijver · 
Van Den Broeck ·
Van Der Linden ·
Van der Slagmolen ·
Van Uffel ·
Vandersnickt ·
Vanderveken